# Avatar: The Last Airbender (phim truyền hình 2024)
Avatar: The Last Airbender là một loạt phim truyền hình người đóng của Mỹ do Albert Kim phát triển cho nền tảng Netflix. Đây là bản chuyển thể người thật đóng của loạt phim hoạt hình nổi tiếng cùng tên do Michael Dante DiMartino và Bryan Konietzko sáng tạo, từng phát sóng trên Nickelodeon từ năm 2005 đến 2008.

## Phát hành
Phim được công bố vào năm 2018 và chính thức ra mắt trên Netflix vào ngày 22 tháng 2 năm 2024. Mùa đầu tiên bao gồm tám tập, tái hiện phần đầu của loạt phim hoạt hình gốc.

## Diễn viên
- Gordon Cormier trong vai Aang[6]
- Kiawentiio trong vai Katara[6]
- Ian Ousley trong vai Sokka[6]
- Dallas Liu trong vai Zuko[7]
- Paul Sun-Hyung Lee trong vai Iroh[8]
- Daniel Dae Kim trong vai Hỏa vương Ozai[9]

## Nội dung
Câu chuyện lấy bối cảnh trong một thế giới giả tưởng, nơi con người có thể "ngự" bốn nguyên tố: nước, đất, lửa và khí. Duy chỉ có Avatar là người có thể điều khiển tất cả các nguyên tố, duy trì cân bằng thế giới. Sau một thế kỷ chiến tranh do Hỏa quốc gây ra, một cậu bé tên Aang – Avatar cuối cùng còn sống sót – tỉnh dậy từ giấc ngủ dài và bắt đầu hành trình khôi phục hòa bình với sự giúp đỡ của Katara và Sokka.

## Sản xuất
Ban đầu, loạt phim được phát triển với sự tham gia của hai nhà sáng tạo gốc DiMartino và Konietzko. Tuy nhiên, cả hai rút khỏi dự án vào năm 2020 do khác biệt trong sáng tạo. Albert Kim sau đó đảm nhận vai trò nhà sản xuất chính và phát triển nội dung.
Phim sử dụng kỹ xảo hiện đại, bối cảnh rộng lớn và dàn diễn viên đa dạng nhằm tái hiện chân thực thế giới nguyên bản. Việc quay phim diễn ra tại Vancouver, Canada.

## Đón nhận
Loạt phim nhận được đánh giá trái chiều. Một số khen ngợi phần hình ảnh, diễn xuất và lòng trung thành với nguyên tác, trong khi số khác chỉ trích tốc độ kể chuyện, sự thiếu chiều sâu trong nhân vật và thay đổi nội dung so với bản gốc.